# Школьник, Илья Самуилович
Илья Самуилович Школьник (англ. Ilya Schkolnik; 11 (24) февраля 1890, Одесса — 5 июня 1963, Лос-Анджелес) — американский скрипач еврейского происхождения, наиболее известный как концертмейстер Детройтского симфонического оркестра.

## Биография
Учился у своего отца, скрипача и кларнетиста в оркестре Одесской оперы, затем с 1903 года — в Берлине у Густава Холлендера и в Лейпцигской консерватории у Ханса Зитта, наконец в 1908 году окончил Брюссельскую консерваторию у Сезара Томсона. До 1914 года концертировал по Европе, жил в Дрездене, но с началом Первой мировой войны решил перебраться в США, где уже жила часть его семьи.
В 1914—1915 гг. работал в Русском симфоническом оркестре Модеста Альтшулера, одновременно вице-концертмейстер Нью-Йоркского симфонического оркестра (при концертмейстере Александре Заславском), затем концертмейстер так называемого Стадионного симфонического оркестра Нью-Йорка (англ. Stadium Symphony of New York), дававшего концерты на Стадионе Левисона. Несколько раз выступал с сольными концертами в нью-йоркском Эолиан-холле, получая положительные отзывы критики.
В 1919 году по приглашению дирижёра Осипа Габриловича присоединился к Детройтскому симфоническому оркестру, после чего совершил гастрольное турне по нескольким штатам США как солист. Занимал пост концертмейстера до 1944 года. Регулярно выступал с оркестром и как солист (особенно часто в годы Великой депрессии, поскольку это обходилось оркестру дешевле, чем приглашение стороннего солиста). К излюбленным произведениям Школьника относился скрипичный концерт Людвига ван Бетховена; в его репертуар как солиста входили также концерты Джузеппе Тартини, Николо Паганини, Иоганнеса Брамса, Камиля Сен-Санса, Кристиана Синдинга. Преподавал также в Детройтском институте музыкального искусства. С Габриловичем Школьника связывали особенно близкие отношения; в последние дни жизни дирижёра Школьник по его просьбе играл ему на скрипке аранжировку собственной пьесы Габриловича. В 1940 году был среди многочисленных спонсоров Мичиганской конференции за гражданские права, проведённой Мичиганской федерацией гражданских прав.
В 1944 г. покинул Детройт (ему на смену пришёл Джозеф Гингольд), чтобы занять пост концертмейстера и помощника дирижёра Балтиморского симфонического оркестра; некоторое время преподавал также в Консерватории Пибоди. В конце 1950-х гг. вышел на пенсию и перебрался в Калифорнию. С 1929 года играл на примечательном инструменте Страдивари Алькантара.

## Семья
Брат, Грегор Школьник — скрипач, концертмейстер Чикагской оперы, выступал также в качестве дирижёра. Скрипачкой была и их сестра Дженни Школьник, в 1923 г. дважды выступившая как солистка с Берлинским филармоническим оркестром. Племянница всех троих — виолончелистка Мила Веллерсон.